# Museu de Belles Arts de Bilbao
El Museu de Belles Arts de Bilbao (en basc, Bilboko Arte Eder Museoa), a la ciutat de Bilbao, és un dels principals museus de pintura i escultura del país. Va sorgir gràcies al patrocini de col·leccionistes locals, a una ciutat amb tradició artística més aviat curta i sense grans col·leccions de la noblesa o eclesiàstiques.

## Història
El Museu de Belles Arts de Bilbao es va crear l'any 1908 i es va inaugurar el 1914 amb un fons artístic llegat per l'empresari i filantrop Laureano de Jado. Aquest primer Museo de Bellas Artes es va fusionar el 1939 amb el Museo de Arte Moderno fundat el 1924. La institució resultant va obrir les portes de la seva seu actual el 1945.
Contribucions de les institucions locals, d'individus privats i les mateixes adquisicions del museu van ajudar a formar el perfil essencial de la col·lecció i orientar el seu creixement. La necessitat de formar una col·lecció representativa començant gairebé de zero, va permetre afinar el criteri de selecció.
Després d'uns modestos inicis a l'Escola d'Arts i Oficis del barri d'Achuri, la institució es va traslladar a un edifici de nova planta al parc Casilda Iturrizar, pulmó verd de la ciutat. Vagament inspirat en el Museu del Prado, l'edifici segueix línies neoclàssiques combinant la pedra i el maó vermell. Va ser projectat pels arquitectes Fernando Urrutia i Gonzalo Cárdenas, i el 1962 va ser declarat Monument Nacional.
Als anys 60-70 s'erigeix un segon edifici, connectat al primer per una galeria. Es tracta d'una construcció més audaç, de línia minimalista i materials moderns com metall i vidre, influïda per l'arquitectura de Mies van der Rohe. L'ampliació va ser projectada pels arquitectes Álvaro Líban i Ricardo Beascoa. Part de la planta baixa es va deixar oberta a manera de porxada, si bé amb motiu de les obres de modernització dels anys 1990, aquest espai es va tancar i condicionar com a sala d'exposicions. Aquesta reforma i ampliació del museu va ser projectada per l'arquitecte Luis María Uriarte. Va obrir al públic el novembre del 2001.

## Col·lecció permanent

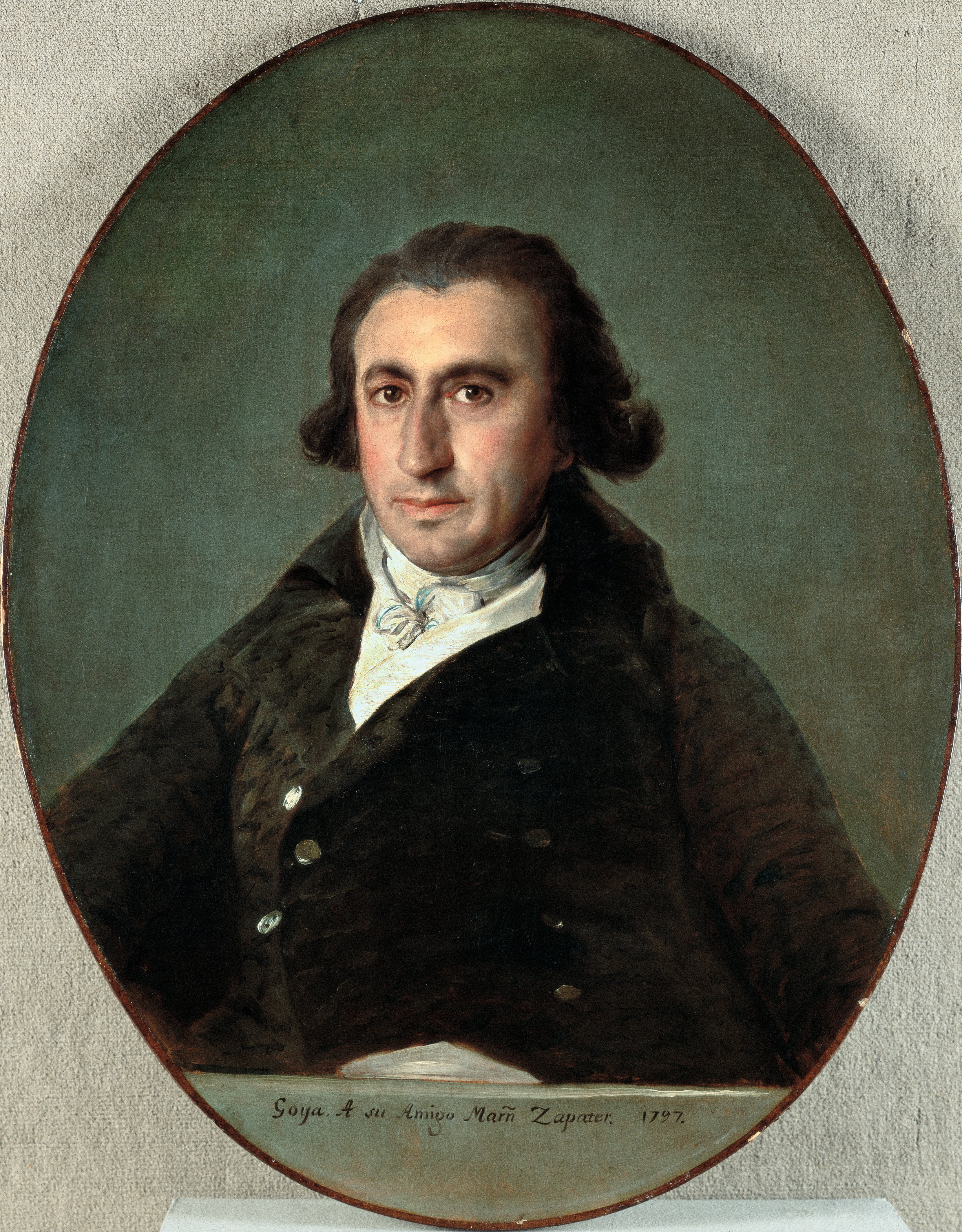
Retrat de Martín Zapater, pintat per Goya.

Notable pel llarg període que cobreix (a partir del segle xii a l'actualitat) i per la varietat extraordinària d'obres d'art adquirides des del seu inici, la col·lecció del museu disposa actualment de més de sis mil obres, incloent pintures, escultures, dibuixos, gravats i objectes d'arts decoratives.
La col·lecció pictòrica és merescudament la més cèlebre, amb abundant pintura espanyola des Bartolomé Bermejo, al segle xv, fins a autors contemporanis com Miquel Barceló. Destaquen El Greco, Zurbarán, Ribera i Goya, amb diverses obres cadascú, moltes de les quals s'han inclòs en exposicions internacionals. Hi ha més exemples de Luis de Morales, Alonso Sánchez Coello, Bartolomé Esteban Murillo, Valdés Leal, Pedro Orrente, Joan Ribalta, Juan de Arellano i Luis Paret.
Els fons del XIX i XX són una mica desiguals, amb exemples de Leonardo Alenza, Antonio María Esquivel, Federico de Madrazo, Marià Fortuny, Joaquim Sorolla i autors moderns com Maria Blanchard, Pablo Gargallo, José Gutiérrez Solana, Daniel Vázquez Díaz, Óscar Domínguez, Antoni Tàpies i Manolo Millares. El fons no compta amb exemples de Dalí ni Miró, i Picasso és representat amb un dibuix juvenil. Aquestes mancances es van pla·liar temporalment el 2008 gràcies al dipòsit de la Col·lecció Art XX, que es comenta més avall.
Els fons de pintura estrangera són variats i inclouen obres cridaneres. Destaquen La Pietat de Van Dyck, Pa tocant la flauta de Jacob Jordaens, una Adoració dels mags atribuïda a Giovanni Battista Crespi (anomenatCerano), Lot i les seves filles d'Orazio Gentileschi, Job i els seus fills morts de Domenico Piola, un paisatge de Bernardo Bellotto, un retrat femení de Louis-Michel van Loo i un Ecce Homo de Mengs.
La pintura flamenca dels segles XV i XVI compta amb un fons ampli, en el qual destaquen una Pietat d'Ambrosius Benson, Sagrada Família de Jan Gossaert, El rapte d'Europa de Martin de Vos i un retrat del rei Felip II d'Espanya pintat per Anthonis Mor, que va pertànyer als Spencer, la família de Diana de Gal·les.
L'art estranger dels segles xix i xx compta amb una col·lecció molt cridanera, una raresa en museus de la Península fins que es va obrir el Museu Thyssen-Bornemisza. El llenç Lavandera d'Arlés era l'única mostra de Gauguin fins aleshores. El museu alberga a més a més un curiós gravat de Paul Cézanne (Els banyistes), pintures d'autors rars a la Península com Paul Sérusier (Bodegó), Mary Cassatt (Maternité), Henri Le Sidaner (Canal de Bruges), James Ensor (La Verge i la mundana), Jean Metzinger, Robert Delaunay, Oskar Kokoschka i Karel Appel, així com un gran llenç de Francis Bacon (Figura estesa davant un mirall) i un tapís dissenyat per Léger.
Queda per comentar l'art basc dels segles XIX i XX, que té en aquest museu la seva millor col·lecció, des de Eduardo Zamacois y Zabala i Paco Durrio fins José Luis Zumeta, passant per Valentín de Zubiaurre, Oteiza, Chillida, Mari Puri Herrero i molts altres.
El museu acull igualment diversos bronzes grecoromans, ceràmiques de Manises i Talavera de la Reina, alguns mobles (com Bargueño), tapissos, etc. Menció a part mereix el fons d'obra sobre paper, amb gravats de Rembrandt.

## Un préstec excepcional: laCol·lecció Art XX
Les col·leccions del museu es complementen temporalment amb l'anomenada Col·lecció Art XX, una col·lecció privada composta de 48 pintures i 15 escultures, majoritàriament d'autors del segle XX encara que inclou així mateix alguns del XIX i de l'època actual. Aquesta selecció està exposada al Museu durant cinc anys (2008-2013) prorrogables. Es va exhibir primer reunida a una exposició (febrer-març 2008) i després va ser integrada a la col·lecció permanent, cobrint buits existents en ella.
En aquesta col·lecció es poden trobar obres d'autors espanyols del segle xx tan importants com Picasso, Joaquim Sorolla, Anglada Camarasa, Miró, Dalí, Eduardo Chillida, Pablo Palazuelo, Antonio Saura, Miquel Barceló i Antoni Tàpies, i del panorama internacional com Kandinski, Giorgio de Chirico, Max Ernst, Francis Picabia, Georges Braque, Fernand Léger, Jean Metzinger, Anish Kapoor, Marc Chagall, Paul Klee i Wifredo Lam, entre d'altres. Es tracta de la col·lecció particular més important creada al País Basc en les últimes dècades. A causa de problemes econòmics del seu propietari, unes 40 peces han estat adquirides el 2009 per Caixa Galicia però es mantindran visibles al museu tal com es va acordar inicialment.

## Obres rellevants

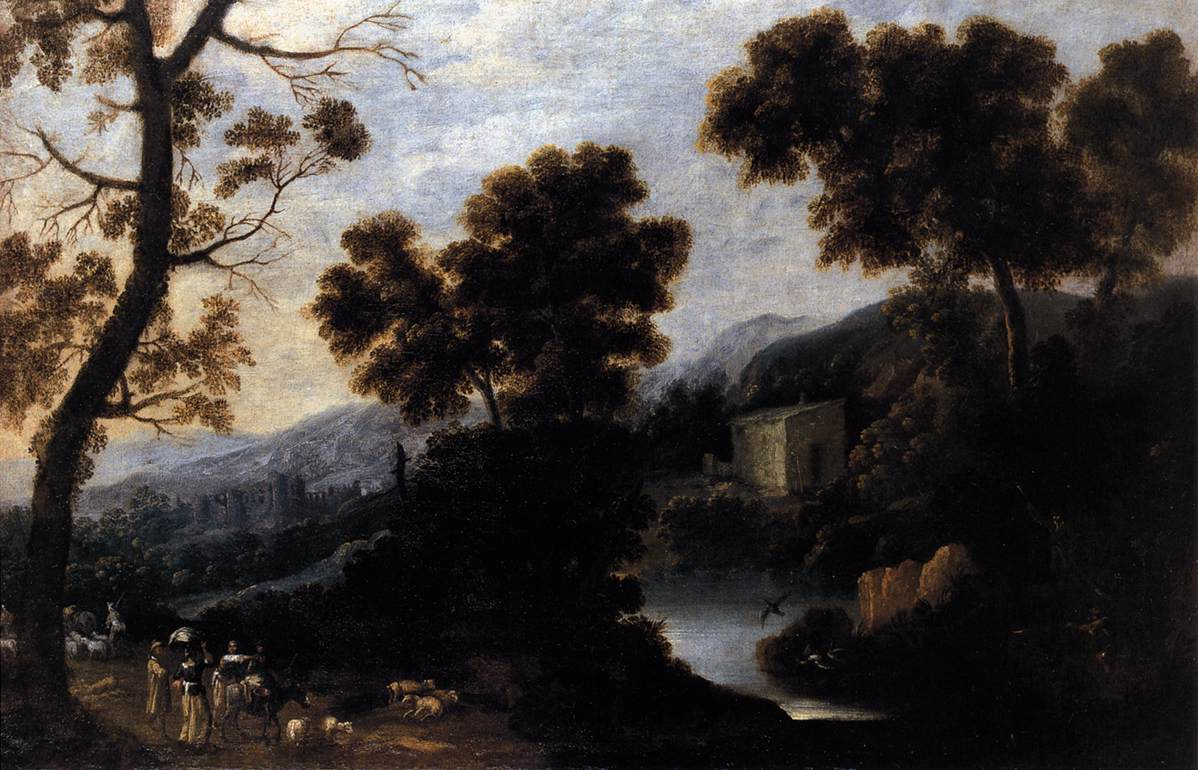
Paisatge amb figures, d'Ignacio Iriarte

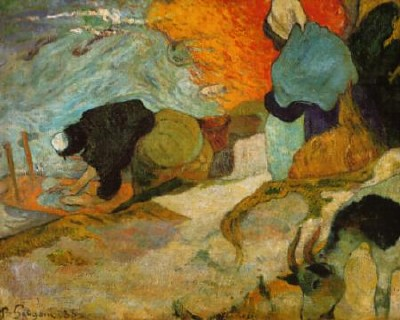
Bugaderes a Arle, de Gauguin.

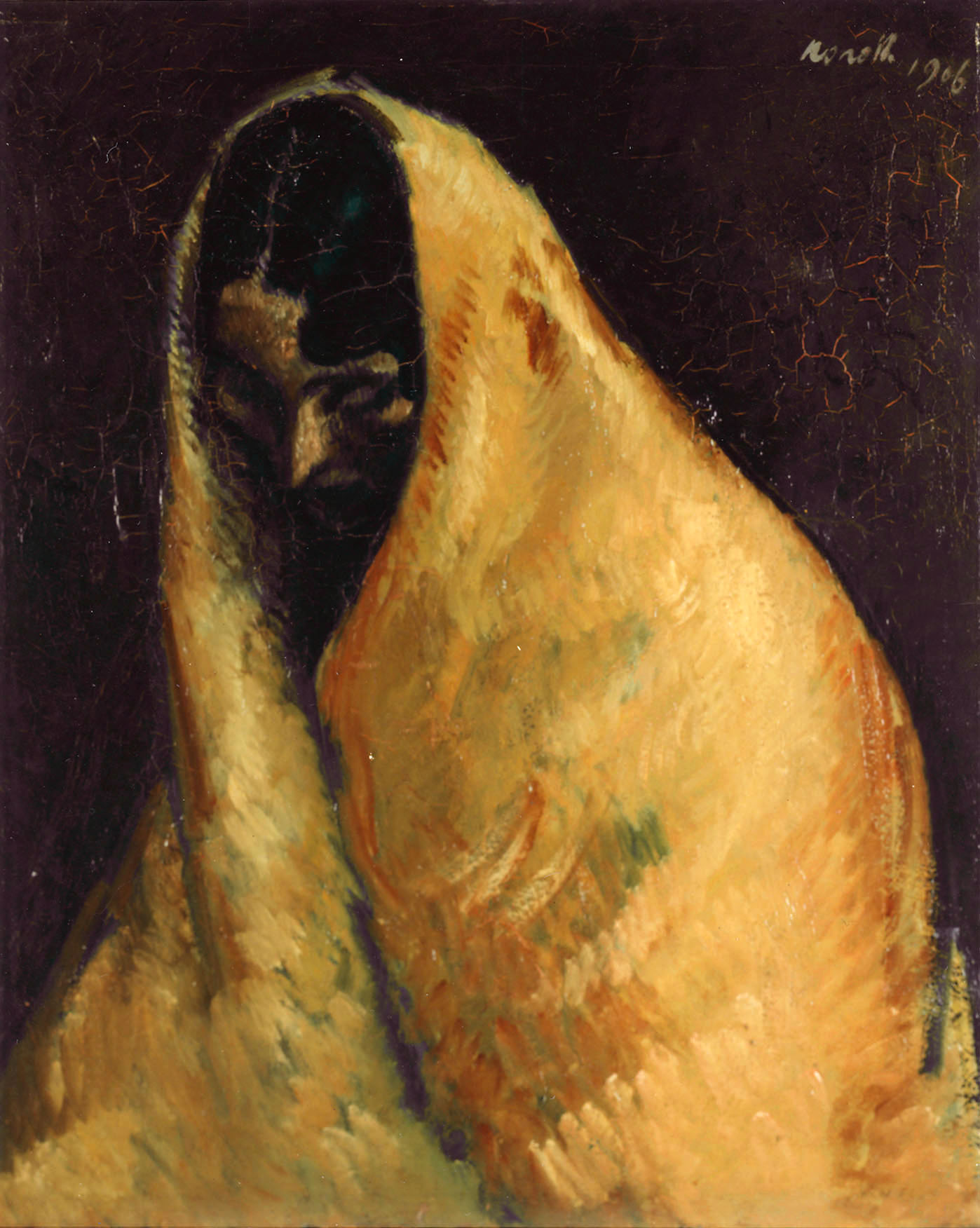
Pura, la gitana, d'Isidre Nonell.

- Adolfo Guiard- L'aldeana del clavell vermell- C. 1903
- Alberto Sánchez- Figures amb paisatge- C. 1960-1962
- Ambrosius Benson- Pietat al peu de la creu(fragment) - C. 1530
- Anònim, català. Davallament i El diluvi ò L'Arca de Noè- darrer terç del segle xiii
- Anton Van Dyck- Lamentació sobre Crist mort-C. 1634-1640 de l'
- Antoni Tàpies- Gran oval o Pintura- C. 1955
- Anthonis van Dashort- Retrat de Felip II- C. 1549-1550
- Aurelio Arteta- El pont de Burcenya- C. 1925-1930
- Bartolomé Bermejo- La flagel·lació de Santa Engràcia- C. 1474-1478
- Bartolomé Esteban Murillo- San Lesmes- C. 1655
- Bernardo Bellotto- Paisatge amb palau- C. 1765-1766
- Darío de Regoyos- El bany a Errenteria. Soir Elèctriques- C. 1899
- Diego de la Cruz- Crist de Pietat- C. 1485
- Eduardo Chillida- voltant del buit I- C. 1964
- El Greco- L'Anunciació- C. 1596-1600
- Francis Bacon- Figura ajaguda en mirall- C. 1971
- Francisco de Goya- Retrat de Martín Zapater- C. 1797
- Francisco de Zurbarán- La Verge amb el nen Jesús i Sant Joan Nen- C. 1662
- Francisco Durrio- Cap de Crist- C. 1895 - 1896
- Ignacio Zuloaga- Retrat de la Condesa Mathieu de Noailles- C. 1913
- Jan Mandijn- Festín burlesc- C. 1550
- Joaquín Sorolla- El petó de la relíquia- C. 1893
- Jorge Oteiza- Retrat d'un gudari armat anomenat Odisseu- C. 1975
- Josep de Ribera- Pamplona curat per les Santes Dones- C. 1621
- José Gutiérrez Solana- Dones de la vida- C. 1915-1917
- Juan de Arellano- Canastreta de flors- c.1671
- Juan de Barroeta- Vista de l'Obriu de Bilbao des d'Algorta- 1886
- Luis Fernández- Cap de toro mort- C. 1939
- Luis Meléndez- Bodegó amb fruites i un gerro- C. 1773
- Luis Paret i Alcázar- Vista de l'Arenal de Bilbao- C. 1783-1784
- Martin de Vos- El rapte d'Europa- C. 1590
- Mary Cassatt- Dona del[Cal aclariment]
 asseguda amb un nen en els seus braços- C. 1890
- Michel Erhart- Santa Ana, la Verge i el nen- C. 1485-1490
- Orazio Gentileschi- Lot i les seves filles- C. 1628 del
- Óscar Domínguez- El Caçador) - C. 1933
- Paul Cézanne- Banyistes- C. 1896-1898
- Paul Gauguin- Lavandera a Arlés- C. 1888
- Robert Delaunay- Dona nua llegint- C. 1920
- Utagawa Kunisada- Actor de Kabuki com llenyataire- C. 1815